# Рабовце
Рабовце (алб. Ruboc) је насеље у општини Липљан, Косово и Метохија, Република Србија.

## Историја
Владика рашко-призренски и каснији Патријарх српски Павле у свом извештају Светом Архијерејском Синоду СПЦ, поред осталога, наводи податак да је у овом селу ноћу уочи освећења црквице, 16. септембра 1984, запаљена камара сламе Владимира Спасића, домаћина код кога је владика Павле био на конаку ради освећења црквице. Власти су обећале накнадити штету, али то нису учиниле јер, наводно, Пољопривредно добро у Липљани нема сламе.

## Становништво
| Демографија | Демографија | Демографија |
| Година      | Становника  | Становника  |
| ----------- | ----------- | ----------- |
| 1948.       | 534         |             |
| 1953.       | 606         |             |
| 1961.       | 680         |             |
| 1971.       | 777         |             |
| 1981.       | 853         |             |
| 1991.       | 876         |             |